# Tiko United FC
Tiko United Football Club w skrócie Tiko United FC – kameruński klub piłkarski grający w trzeciej, a niegdyś kameruńskiej pierwszej lidze, mający siedzibę w mieście Tiko.

## Sukcesy
- Première Division[1]:
  - mistrzostwo (1): 2009

## Występy w afrykańskich pucharach
| Sezon | Rozgrywki           | Runda   | Kraj                         | Klub                    | Dom | Wyjazd | Dwumecz      |
| ----- | ------------------- | ------- | ---------------------------- | ----------------------- | --- | ------ | ------------ |
| 2010  | Puchar Mistrzów     | wstępna | Burundi                      | Vital’O FC              | 2–2 | 2–2    | 4–4 (k. 5–3) |
| 2010  | Puchar Mistrzów     | 1       | Nigeria                      | Heartland FC            | 2–2 | 1–1    | 3–3          |
| 2011  | Puchar Konfederacji | wstępna | Republika Środkowoafrykańska | DFC 8ème Arrondissement | 3–1 | 0–0    | 3–1          |
| 2011  | Puchar Konfederacji | 1       | Nigeria                      | Sunshine Stars          | 0–1 | 0–2    | 0–3          |

## Stadion
Domowe mecze klub rozgrywa na stadionie o nazwie Stade de Moliko w Tiko. Stadion może pomieścić 8000 widzów.

## Reprezentanci kraju grający w klubie od 2002 roku
Stan na styczeń 2023.
| - Eyong Enoh - Jean-Claude Pagal - Parfait Tchoubia | - Jean-Paul Yontcha - Omega Roberts |